# Онтањано (Удине)
Онтањано је насеље у Италији у округу Удине, региону Фурланија-Јулијска крајина.
Према процени из 2011. у насељу је живело 446 становника. Насеље се налази на надморској висини од 26 м.